# Cục Tổ chức, Quân đội nhân dân Việt Nam
Cục Tổ chức  trực thuộc Tổng cục Chính trị, Bộ Quốc phòng Việt Nam thành lập ngày 06 tháng 05 năm 1946 là cơ quan tham mưu chiến lược đầu ngành toàn quân về công tác tổ chức xây dựng Đảng, xây dựng cơ quan chính trị, cán bộ chính trị và công tác đảng, công tác chính trị (CTĐ, CTCT) trong các nhiệm vụ.

## Lãnh đạo hiện nay

### Cục trưởng
- Trung tướng Bùi Công Chức ( Nguyên Phó Chính Uỷ Quân Khu 3)

- Thiếu tướng Tống Thanh Trì  (Trợ lý Đại tướng Lương Cường)
- Thiếu tướng Nguyễn Minh Long
- Đại tá Nguyễn Ngọc Phương[4]
- Đại tá Lưu Quyết Thắng

## Tổ chức
- Phòng Công tác Đảng
- Phòng Công tác Chính trị

## Khen thưởng
- Huân chương Độc lập hạng Nhất (2011)

## Hệ thống cơ quan Tổ chức trong Quân đội
- Cục Tổ chức thuộc Tổng cục Chính trị
- Phòng Tổ chức thuộc các Quân khu, Quân đoàn, Quân chủng, Binh chủng, Tổng cục và tương đương.
- Ban Tổ chức thuộc các Sư đoàn, Lữ đoàn, Vùng Cảnh sát biển, Bộ CHQS tỉnh, thành phố trực thuộc TW, Bộ CHBP tỉnh, thành phố trực thuộc TW và tương đương.
- Trợ lý, Nhân viên Tổ chức thuộc các Trung đoàn, Ban chỉ huy quân sự quận, huyện, thị xã và tương đương.

## Cục trưởng qua các thời kỳ
- 1950-1958, Nguyễn Trọng Vĩnh, Thiếu tướng (1959), Chính ủy Quân khu 4 (1958-1961)
- 1958-1963, Huỳnh Đắc Hương, Thiếu tướng (1974)
- 1964-1968, Lê Chiêu, Thiếu tướng (1981)
- 1969-1970, Hoàng Trà, Thiếu tướng (1974)
- 1977-1979, Nguyễn Hùng Phong, Thiếu tướng (1979) Trung tướng (1986)
- 1988 -, Nguyễn Xuân Hòe, Thiếu tướng (1988)
- -2009, Trần Văn Nấng, Trung tướng (2006)
- 2009-2014, Nguyễn Đức Khiển, Trung tướng (2010), Thiếu tướng (2006), nguyên Chính ủy Binh chủng Tăng Thiết giáp (2004-2009)
- 2014-2016, Nguyễn Hữu Xuân, Trung tướng (2014), nguyên Phó Cục trưởng Cục Tổ chức(2008-2014)
- 2016-2017, Nguyễn Văn Bổng, Thiếu tướng(2015), nguyên Chính ủy Quân đoàn 1[5]
- 2017-2023, Lê Văn Huyên, Trung tướng (2021) nguyên Phó Chính ủy Bộ Tư lệnh Thủ đô
- 2023-2025, Nguyễn An Phong, Thiếu tướng
- 2025-nay, Bùi Công Chức, Thiếu tướng (2017) Nguyên Phó Chính ủy  Quân khu 3, Trung tướng (2025)

## Phó Cục trưởng qua các thời kỳ
- 1956-1958, Huỳnh Đắc Hương, Đại tá, Thiếu tướng (1974)
- 2008-2013 Phùng Đình Thảo, Thiếu tướng (2008), Chính ủy Bộ Tư lệnh Thủ đô
- Nguyễn Ngọc Châu, Thiếu tướng (2012)
- 2008-2012 Lê Khương Mẽ, Đại tá, Thiếu tướng (2012), Phó Chính ủy Tổng cục Công nghiệp Quốc phòng (2012-2015)
- 2008-2014, Nguyễn Hữu Xuân, Đại tá, Thiếu tướng (2014), Cục trưởng Cục Tổ chức (2014-nay)
- 2014-2019, Vũ Nam Phong, Thiếu tướng (6.2015)[6], nguyên Chính ủy Bộ CHQS tỉnh Hà Tĩnh
- Nguyễn Anh Tuấn, Thiếu tướng[7]
- 2014-nay, Nguyễn Ngọc Phương, Đại tá
- 2019 - nay  Vũ Đình Vân , Thiếu Tướng
- 11.2019- nay, Nguyễn An Phong, Đại tá, nguyên Chính ủy Bộ CHQS tỉnh Hà Giang
- 07.2023 - nay, Nguyễn Minh Long, Thiếu Tướng, nguyên Chính ủy Bộ CHQS tỉnh Phú Thọ